# Chiloglanis asymetricaudalis
Chiloglanis asymetricaudalis är en fiskart som beskrevs av De Vos, 1993. Chiloglanis asymetricaudalis ingår i släktet Chiloglanis och familjen Mochokidae. IUCN kategoriserar arten globalt som starkt hotad. Inga underarter finns listade i Catalogue of Life.